# ماري لويز رايت
ماري لويز رايت (بالإنجليزية: Mary Louise Wright)‏ هي حكمة التزلج على الجليد ‏ أمريكية، ولدت في 1923 في سانت بول في الولايات المتحدة، وتوفيت في 15 ديسمبر 2004.